# Jacek Bojarski
Jacek Tadeusz Bojarski (ur. 30 maja 1937 roku w Krakowie) – polski chemik organik, profesor.
Ukończył chemię na Uniwersytecie Jagiellońskim w Krakowie w 1959 roku. Doktorat obronił w 1964 roku. Habilitację zdobył w 1975 roku na Akademii Medycznej w Krakowie. Tytuł profesora otrzymał w 1989 roku. 

## Odznaczenia
- Złoty Krzyż Zasługi
- Srebrna odznaka Zasłużonego Działacza Kultury Fizycznej[1].

## Wybrane publikacje
- Recent progress in barbituric acid chemistry. „Adv. Heterocycl. Chem.”. 35, 1985.brak numeru strony
- Enantioselective lipase-catalyzed ester hydrolysis: Effect on rates and eneatioselectivity from a variation of the ester structure. „Chirality”. 5, 1993.brak numeru strony